# Dave Alvin
Pour les articles homonymes, voir Alvin.
David Albert Alvin, né le 11 novembre 1955, est un auteur-compositeur-interprète, guitariste, producteur de musique et poète américain. Il est un ancien membre fondateur du groupe de rock roots The Blasters. Dave Alvin a enregistré et joué en tant qu'artiste solo depuis la fin des années 1980 et a été impliqué dans divers projets parallèles et collaborations. Il a fait de brefs passages dans les groupes X et The Knitters.

## Jeunesse
Dave Alvin a grandi à Downey, en Californie. Lui et son frère aîné, Phil Alvin, alors qu'ils étaient adolescents, fréquentaient des salles de rock et de country et écoutaient la musique de Chet Atkins, Leo Kottke et d'autres. Dave a fréquenté l'Université d'État de Long Beach.

## Carrière

### The Blasters
En 1979, Dave Alvin et son frère Phil forment le groupe de roots-rock The Blasters avec Bill Bateman et John Bazzles, également résidents de Downey,. Alvin est alors le guitariste et principal compositeur du groupe. Le Rough Guide to Rock a souligné le nombre toujours croissant de titres originaux qu'Alvin a écrit pour les Blasters, lui conférant une solide stature d'auteur-compositeur.
Les chansons de Dave Alvin ont été reprises par d'autres artistes : Marie, Marie a été interprété par Shakin' Stevens en 1980, et a reçu un traitement zydeco en 1987 par Buckwheat Zydeco. Dwight Yoakam a enregistré Long White Cadillac en 1989.
Dave Alvin quitte le groupe en 1986. Son départ est motivé par des tensions internes dans le groupe, et son souhait de chanter ses propres chansons.
Depuis, Dave Alvin se joint occasionnellement aux Blasters pour des tournées de retrouvailles et des albums live.

### X, et The Knitters
Dave Alvin devient pour un temps guitariste principal de X, groupe de rock alternatif basé à Los Angeles. Il quitte le groupe en 1987 pour travailler sur un projet solo, après que le groupe ait enregistré l'album See How We Are.
Dave Alvin joue également au sein du groupe country-folk The Knitters, une ramification de X. Il apparaît sur l'album Poor Little Critter on the Road en 1985, et sur The Modern Sounds of the Knitters en 2005.

### The Flesh Eaters
Au début des années 1980, Dave Alvin, avec deux autres membres des Blasters, Bill Bateman et Steve Berlin, joue sur A Minute to Pray, A Second to Die du groupe punk de Los Angeles Flesh Eaters. Cette formation, qui comprend également John Doe et DJ Bonebrake, se réunit à nouveau en 2006, le temps de trois concerts en Californie et un en Angleterre pour le vingt-cinquième anniversaire de l'album. Ils se réunissent à nouveau brièvement en 2015 pour une tournée de cinq concerts, et en 2018 pour une tournée de huit concerts. Ils sortent un nouvel album, I Used to Be Pretty, en 2019.

### Carrière solo
Le premier album solo de Dave Alvin, Romeo's Escape (intitulé Every Night About This Time au Royaume-Uni), sort en 1987. Il est bien accueilli par les critiques mais les ventes ne suivent pas. Columbia Records résilie alors le contrat d'enregistrement de Dave Alvin. Il tourne ensuite avec Mojo Nixon et Country Dick Montana, présentés comme les Barons of Pleasure. Un album en public est enregistré pendant la tournée de 1993.
Le deuxième album solo de Dave Alvin, Blue Blvd, sort chez Hightone Records en 1991. Il reçoit des critiques positives. Les ventes restent modérées.
L'album Museum of Heart sort en 1993. En 1994, il enregistre King of California, un album de musique acoustique. En 2000, il enregistre l'album Public Domain: Songs From the Wild Land, une collection de classiques du folk et du blues traditionnels, qui lui vaut un Grammy Award du meilleur album folk contemporain. 

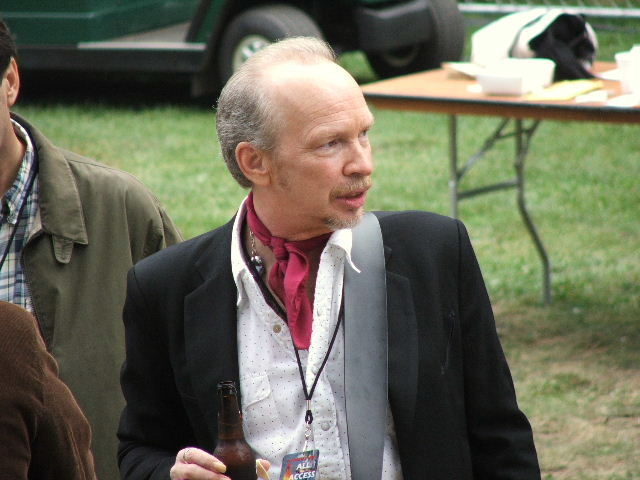
Alvin en 2005

En 2011, Dave Alvin enregistre l'album Eleven Eleven, sorti chez Yep Roc Records. L'album marque son retour aux racines du rock. Le magazine Rolling Stone, dans une critique de l'album, a appelé Alvin "guitar-hero méconnu".

### Enregistrements avec Phil Alvin
En 2014, Dave et Phil Alvin, en duo, sortent l'album Common Ground, composé de leurs versions des chansons de Big Bill Broonzy. Il s'agit de la première collaboration en studio des frères depuis le milieu des années 1980,. En 2015, ils sortent Lost Time, une collection de reprises comprenant quatre chansons de Big Joe Turner.
En concert, Dave Alvin assume le rôle de maître de cérémonie et de conteur. Les frères interprètent également des chansons des Blasters lors des concerts.

### Avec Jimmie Dale Gilmore
En 2018, Dave Alvin fait équipe avec le Texan Jimmie Dale Gilmore sur l'album Downey to Lubbock, dont le titre fait référence à l'endroit où chacun d'eux a  grandi.
Comme dans ses concerts avec son frère Phil, les interventions de Dave Alvin entre les chansons sont une partie notable des concerts avec Gilmore.

### The Third Mind
Ce nouveau groupe voit le jour en 2019. Il réunit Dave Alvin (guitare, chant), Victor Krummenacher (basse, chant), David Immerglück (guitare, claviers, chant), et Michael Jerome (batterie, percussion), plus Jesse Sykes (chant, guitare) — en invitée sur le premier album, en tant que membre sur le second.
Le premier album du groupe, intitulé The Third Mind, sort le 14 février 2020. Le second album, The Third Mind 2, sort le 27 octobre 2023.

### Producteur et collaborateur
Alvin a produit des disques pour Chris Gaffney, Tom Russell, les Derailers et Big Sandy & His Fly-Rite Boys. Il a collaboré avec le musicien rockabilly Sonny Burgess. Il a travaillé comme musicien de session pour Ramblin' Jack Elliott, Little Milton, Katy Moffatt et Syd Straw.
Dave Alvin a prêté sa guitare en jouant sur des albums d'autres artistes au fil des ans. Il a ainsi joué avec The Gun Club et est apparu sur deux chansons de leur album de 1984, The Las Vegas Story

### Film
Dave Alvin est apparu dans les films Border Radio et Floundering et dans la série télévisée de FX Justified en 2011. Il est également apparu dans Les Rues de feu avec les Blasters, en 1984.

### Poésie
Dave Alvin a publié deux livres de poésie : Any Rough Times Are Now Behind You et Nana, Big Joe & the Fourth of July. Sa poésie est apparue dans Caffeine, AKA Review, Rattler, Asymptote et Enclitic et dans les anthologies Nude Erections, Hit and Run Poets et Poetry Loves Poetry - An Anthology of Los Angeles Poets.

## Discographie

### Avec The Blasters

#### Compilations
- Collection (1991) Slash / Warner
- Testament, the complete Slash recordings (2002) Slash / Warner / Rhino

### Avec X
- 1986 - See how we are

### Avec The Knitters
- 1985 - Poor little critter on the road
- 2005 - The modern sounds of the knitters

### Participations
- 2004 - Guitare solo sur Believe et Amazing Disgrace sur l'album Dollar Store du groupe Dollar Store (Bloodshot Records BS-098)
- 2005 - Eklektikos Live : Blackjack David
- 2005 - Highway 61 Revisited Revisited, UNCUT : Highway 61 Revisited
- 2013 - The Lone Ranger: Wanted : Lonesome Whistle

## Écrits
- Nana, Big Joe & the Fourth of July (Iliteratim 1986) (ASIN B000V96DW4)
- Any Rough Times Are Now Behind You (Incommunicado Press, 1996)  (ISBN 9781884615092)